# Anselm Desing

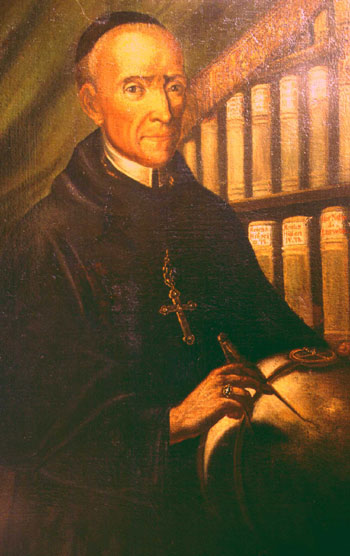
Anselm Desing, um 1770 entstandenes Porträt

Anselm Desing (* 15. März 1699 in Amberg; † 17. Dezember 1772 in Ensdorf) war ein katholischer Philosoph, Historiker und Pädagoge.
Nach dem Besuch des Jesuitengymnasiums in Amberg und dem Studium der Philosophie in Wien trat er 1717 in das Benediktinerkloster Ensdorf ein und begann, Geschichte und Geographie zu unterrichten, wobei er die Unterrichtsbücher und Karten zum Teil selbst verfasste. In seiner historischen Arbeit orientierte er sich an den Quellen, hierin von seinen Ordensbrüdern Meichelbeck und Mabillon beeinflusst.
Nach der Lehrtätigkeit am Gymnasium in Freising (1725 bis 1737), promovierte er in Philosophie in Salzburg und begann an der dortigen Benediktiner-Universität mit Poesievorlesungen. Der Kreis seiner Themen umfasste neben der Poesie auch Mathematik, Geschichte und Ethik. 1743 gab er nach heftigen Anfeindungen wegen seiner Kritik an der Scholastik die Professur auf. Pläne für eine Adelsakademie in Wien zerschlugen sich, er zog sich nach Kremsmünster zurück, ohne aber sein pädagogisches Wirken aufzugeben. Der Bau der Sternwarte Kremsmünster, eines Turms für astronomische Forschungen ging auf ihn zurück.
1750 nutzte er eine Reise nach Rom für wissenschaftliche Arbeiten. 1759 wurde Desing ordentliches Mitglied der neu gegründeten Bayerischen Akademie der Wissenschaften; 1761 wurde er zum Abt von Ensdorf gewählt, wo er bis zu seinem Tode wirkte.

## Werke

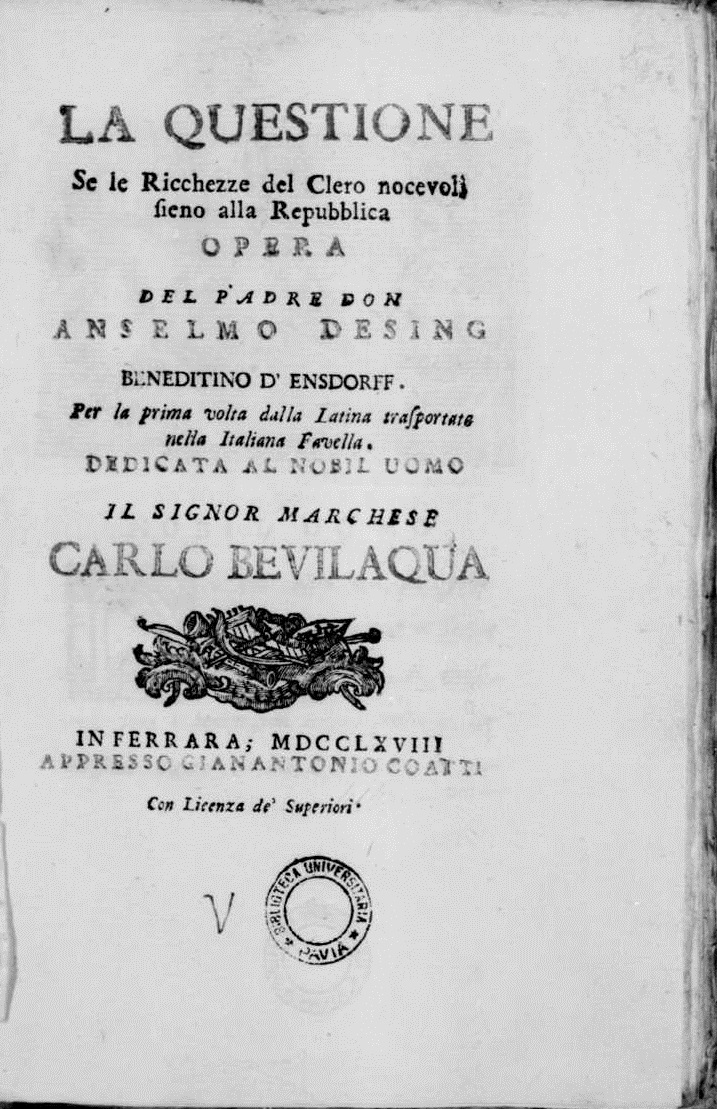
La questione se le ricchezze del clero nocevoli sieno alla repubblica (Opes sacerdotii num reipublicae noxiae?), 1768

- Institutiones styli historici, Augusburgo, 1772, in 8º
- Methodus contracta historiae, Amberg, 1725, in folio
- Diatribe circa methodum Wolffianum, in philosophia practica universali, hoc est in principiis juris naturae statuendis adhibitam, quam non essemethodum, necesse scientificam, ostenditur, 1752.
- Opes sacerdotii num reipublicae noxiae? 1753 (Latein).
  - La questione se le ricchezze del clero nocevoli sieno alla repubblica. Giovanni Antonio Coatti, Ferrara 1768 (italienisch, beic.it).
- Allgemeine, ausführliche und von den spätesten bis auf unsere Zeiten zusammengetragene Reichshistorie, 1741.